# Cristobal karabély
A .30 Király–Cristobal karabély, vagy más nevén San Cristobal vagy Cristobal önműködő puska a Dominikai Köztársaság Armeria San Cristobal Fegyvergyárában gyártott karabély volt. A fegyver megnevezéséből a Király előtagot 1951 végén marketing okokból hagyták el.
A Danuvia géppisztolyoktól eltérően a választás az egyes és sorozatlövés között nem tűznemváltóval valósították meg, hanem két elsütőbillentyűvel szerelték. Az elsőt az egyes, a hátsót a sorozatlövéshez.

## Története
A karabélyt géppisztolyként is be lehet sorolni, mivel majdnem teljesen azonos a magyar gyártmányú 44M más forrás szerint a 43M géppisztollyal. Mindkét fegyvert a magyar származású Király Pál tervezte, aki a Dominikai Köztársaságba emigrált 1948-ban. A fegyver neve a San Cristóbal provinciára utal, amely a dominikai diktátor, Generalissimo Rafael Trujillo szülővárosa volt. A Dominikai Köztársaság hadserege volt a fegyver fő üzemeltetője, habár Kubába is exportálták a kubai forradalom előtt.
A Cristobal karabélynak fa tusa volt, alapvetően 30 töltényes egyenes szekrénytárat használtak hozzá (de ismert ívelt változat is), a tok cső alakú, a rögzített zárfelhúzókar a jobb oldalon található. Félszabadon hátrasikló tömegzáras rendszerű. Az eredeti változat 9 mm Luger lőszert használt. A leginkább elterjedt változat .30 Carbine lőszerrel üzemelt.
Több, mint 200 000 Cristobal készült az Armeria San Cristobal gyárában 1950–1966 között. Trujillo 1961. május 31-i meggyilkolása után a dominikai kormányzat úgy döntött, hogy nem tart fent helyi katonai ipart, így a gyártás lassan leállt. 1990-től a Cristobal többé már nem szabvány lőfegyver, de továbbra is alap gyakorló fegyver a Dominikai Köztársaság katonai iskoláiban.
A fegyvert Che Guevara is használta a kubai forradalom során.

### Pisistola Ametralladora Cristóbal Modelo 1tola Ametralladora Cristóbal Modelo 1
- Gyártási idő: 1949-50
- Gyártott darabszám: 200 000 (a Modelo 2-vel együtt)
- Kaliber: .30 US M1 Carbine vagy 9 mm Luger
- Teljes hossz: 945 mm
- Tömeg (tár nélkül): 3.51 kg
- Csőhossz: 410 mm

### Pistola Ametralladora Cristóbal Modelo 2
- Gyártási idő: 1950-61
- Gyártott darabszám: 200 000 (a Modelo 1-gyel együtt)
- Kaliber: .30 M1 Carbine
- Teljes hossz: 945 mm
- Tömeg (tár nélkül): 3.55 kg
- Csőhossz: 412 mm

A Modelo 1 több biztonsági problémával rendelkezett. A kezelés közben sérüléseket okozott. A problémát az elsütőrendszer újratervezésével oldották meg. A Modelo 1 fém válltámaszos megoldásánál hagyományosabb fatusás kialakítását a Dominikai köztársaságban licenc alapján gyártott Beretta M1938 ihlette .

### Pistola Ametralladora Cristóbal Modelo 3
- Gyártási idő: 1961-62
- Gyártott darabszám: 1000 (tesztszéria)
- Kaliber: 7.62x51 NATO

A fegyvert a belga FN FAL alternatívájának szánták.

### Pistola Ametralladora Cristóbal Modelo 1962
Ennek a típusnak egy elsütőbillentyűje van, kizárólag sorozatlövésre alkalmas. A gyártási minősége elmarad a korábbi típusokétól, ennek ellenére népszerű maradt.
- Gyártási idő: 1962-65
- Gyártott darabszám: 10 000 (becsült)
- Kaliber: .30 M1 Carbine
- Teljes hossz: 945 mm
- Tömeg (tár nélkül): 3.55 kg
- Csőhossz: 412 mm

## Fordítás
- Ez a szócikk részben vagy egészben  a   Cristobal (carbine) című angol Wikipédia-szócikk ezen változatának fordításán alapul.  Az eredeti cikk szerkesztőit annak laptörténete sorolja fel. Ez a jelzés csupán a megfogalmazás eredetét és a szerzői jogokat jelzi, nem szolgál a cikkben szereplő információk forrásmegjelöléseként.

### Képek
- Cristobal karabély szétszerelve
- irányzék és az agy oldalnézeti képe
- elsütő szerkezet
- irányzék
- Gyártó megnevezése
- A karabély oldalnézeti képe
- A karabély elölnézetből